# Teudis itatiayae
Teudis itatiayae là một loài nhện trong họ Anyphaenidae.
Loài này thuộc chi Teudis. Teudis itatiayae được Cândido Firmino de Mello-Leitão miêu tả năm 1915.